# Genpeiská válka
Genpeiská válka (japonsky 源平合戦, Genpei Kassen; 1180─1185) byla občanská válka mezi rody (klany) Taira a Minamoto během pozdního období Heian v Japonsku. Jednalo se o vyvrcholení desítky let trvajícího soupeření mezi oběma rody o ovládnutí císařského dvora a tím celého Japonska. Válka skončila porážkou rodu Taira a zřízením šogunátu Kamakura pod vedením Joritoma Minamota, který se roku 1192 sám jmenoval šógunem a vládl Japonsku z města Kamakura jako vojenský diktátor.
Rod Taira ovládal císařskou vládu v letech 1160 až 1185. Válka následovala po státním převratu, který v roce 1179 uskutečnil kancléř Kijomori Taira, když svoje soupeře donutil, aby se vzdali všech svých vládních pozic, a vzápětí je poslal do vyhnanství. Uvolněná místa poté obsadil svými příbuznými a spojenci a na bývalého císaře Go-Širakawu uvalil přísné domácí vězení. Roku 1180 proto Jorimasa Minamoto povolal jménem prince Močihita (以仁王, 1151─1180), třetího syna císaře Go-Širakawy, který byl jeho kandidátem na císařský trůn, příslušníky svého rodu z východních a severních provincií do zbraně proti Tairům. Následná bitva u Udži v roce 1180 se uskutečnila nedaleko Kjóta a byla prvním střetnutím 5 let trvající války, která skončila rozhodujícím vítězstvím rodu Minamoto v námořní bitvě u Dannoury.

## Název
Název Genpei (někdy přepisováno jako Gempei) pochází z jiného způsobu čtení kandži pro jména Minamoto (源 ─ Gen) a Taira (平 ─ Hei, občas vyslovovaný jako pei). Konflikt je v japonštině rovněž znám jako nepokoje Džišó–Džuei (治承寿永の乱 – Džišó-Džuei no ran), podle dvou panovnických období, mezi nimiž se odehrál. V Japonsku bývá někdy používán termín Genpei kassen, bylo však řečeno že pro tuto válku není používání termínu „Genpei“ vhodné.

## Příčiny války

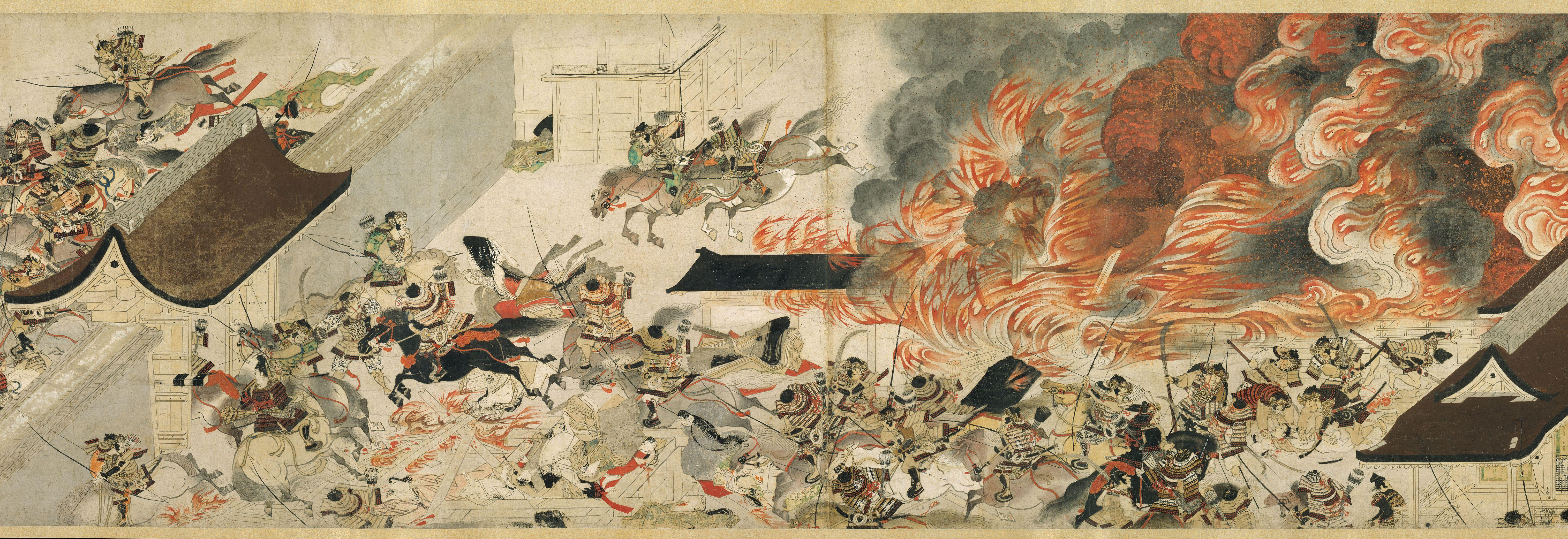
Vzpoura Heidži (1160) a následný vzestup rodu Taira byly hlavní příčinou války Genpei o 20 let později.

Rody Minamoto a Taira spolu po desetiletí soupeřily o to, kdo ovládne japonský císařský dvůr a tím de facto získá kontrolu nad celým Japonskem. Genpeiská válka tak byla vyvrcholením tohoto letitého soupeření. Během vzpoury Hógen (1156) a vzpoury Heidži (1160) se Minamotové pokoušeli získat tuto ztracenou kontrolu zpět, ale neuspěli.
V roce 1180 dosadil regent Kijomori Taira na Chryzantémový trůn svého vnuka, tehdy pouze dvouletého prince Tokohita (言仁親王), budoucího císaře Antokua. Stalo se tak po abdikaci, k níž donutil panujícího císaře Takakuru. Syn císaře Go-Širakawy princ Močihito cítil, že je mu upíráno jeho právoplatné místo na trůnu, a proto v květnu vyzval s pomocí Jorimasy Minamota příslušníky rodu Minamoto a buddhistické kláštery z východních a severních provincií do zbraně proti Tairům. Válka začala dramatickým střetnutím na mostě přes řeku Udži a kolem něj. Tato bitva skončila Jorimasovou rituální sebevraždou v chrámu Bjódóin a Močihitovým zajetím a krátce poté popravou.
V červnu 1180 přesunul Kijomori Taira sídlo císařského dvora do města Fukuhara-kjó (福原京, část dnešního Kóbe). Jeho bezprostředním cílem bylo dostat královskou rodinu pod přímý dohled.

## Začátek války

Fénixova síň chrámu Bjódóin, v níž Jorimasa Minamoto spáchal seppuku.

Konání Kijomoriho Tairy jen ještě prohloubilo nenávist Minamotů vůči rodu Taira, takže v květnu 1180 mohl Jorimasa Minamoto vyzvat svůj rod ve východních a severních provinciích do zbraně. Toto volání do zbraně bylo vydáno jménem prince Močihita († červen 1180), který byl Jorimasovým kandidátem na císařský trůn. Jelikož Kijomori Taira nevěděl, kdo za touto akcí stojí, vydal příkaz k zatčení prince Močihita, který hledal ochranu u válčících mnichů z chrámu Miidera. Ti mu však nedokázali zajistit dostatečnou ochranu, a proto byl princ nucen prchat dál. Tairští vojáci jej pronásledovali až do chrámu Bjódóin v dnešním městě Udži nedaleko Kjóta. Válka začala dramatickým střetnutím u mostu přes řeku Udži. Jorimasa Minamoto byl během bojů vážně zraněn a ukončil bitvu tím, že spáchal ve Fénixově síni chrámu Bjódóin rituální sebevraždu (seppuku). Nedlouho po bitvě byl zajat i princ Močihito a krátce nato popraven.
V té době převzal vedení rodu Minamoto syn vůdce Jošitoma Minamota Joritomo, který byl po porážce svého otce v roce 1160 ušetřen kvůli svému mládí. Coby hlava rodu začal cestovat po zemi, aby se blíže seznámil s rodovými spojenci. Poté co opustil provincii Izu a zamířil do průsmyku Hakone, bylo jeho vojsko v bitvě u Išibašijamy rozprášeno desetinásobnou tairskou přesilou. Podařilo se mu však uniknout a dostat se do provincií Kai a Kózuke, kde mu spřátelené rody, především rod Takeda, pomohly odrazit tairskou armádu. Mezitím Kijomori Taira, který se chtěl pomstít mnichům z chrámu Miidera, oblehl město Nara a velkou část ho do základů vypálil.
Joritomo Minamoto využil rostoucího nesouhlasu s vládnutím rodu Taira a jménem členů rodu Minamoto zorganizoval v roce 1180 nové povstání. Brzy získal kontrolu nad strategickým východním pobřežím Japonska. Boje stále pokračovaly i v roce 1181. Toho roku byl Jukiie Minamoto poražen Šigehirou Tairem v bitvě u Sunomatagawy. Tairové však nedokázali na své vítězství navázat.
Přibližně ve stejné době, kdy Kijomori Taira na jaře 1181 zemřel, začal Japonsko sužovat hladomor, který trval až do následujícího roku. Tairské jednotky zaútočily na bratrance Joritoma Minamota Jošinaku, který shromáždil síly na severu, ale neúspěšně. Válka poté téměř na dva roky ustala, aby se znovu rozhořela na jaře 1183.

## Válka v letech 1183–1184
Počátkem června 1183 porazilo minamotské vojsko tairskou armádu v bitvě v průsmyku Kurikara. Tato porážka byla natolik drtivá, že se o několik měsíců později Tairové ocitli v Kjótu v obklíčení. Ze severu se k městu blížil se svým vojskem Jošinaka Minamoto a z východu Jukiie Minamoto se svými jednotkami. Oba minamotští velitelé se při pochodu na hlavní město setkali jen s malým nebo žádným odporem a nyní přinutili Tairy, aby uprchli z města. Munemori Taira, jenž se po smrti svého otce Kijomoriho stal hlavou rodu, vedl své vojsko, v jehož středu se nacházel i mladičký císař Antoku a císařské regálie, na západ. Klášterní císař Go-Širakawa napřed přeběhl k Jošinakovi Minamotovi a poté vydal mandát, jímž mu povolil, aby se spojil s Jukiiem Minamotem a společně pak zničili Munemoriho Tairu a jeho armádu.
V tomtéž roce plánoval Jošinaka Minamoto v opakované snaze získat kontrolu nad rodem Minamoto útok na svého bratrance Joritoma. Nepřestával přitom pronásledovat Tairy na západ. Tairové si zřídili dočasný dvůr v Dazaifu na ostrově Kjúšú. Záhy však byli kvůli místním povstáním podníceným klášterním císařem Go-Širakawou nuceni Dazaifu opustit a přesunout svůj dvůr do Jašimy na ostrově Šikoku (dnes část města Takamacu. V námořní bitvě u ostrova Mizušimy v provincii Biččú, jež proběhla 17 listopadu 1183, se Tairům podařilo odrazit útok jošinakových pronásledovatelů a rozdrtit minamotské síly.

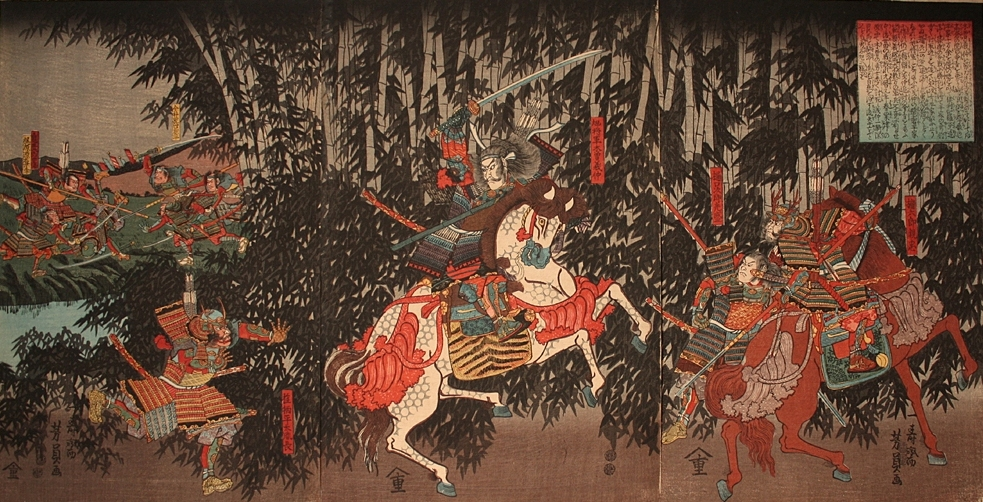
Bitva v Awazu, během níž byl Jošinaka zabit. (Jošicune s Norijorim jedou na koních, Jošinaka běží za nimi).

Ve snaze zmocnit se hlavního města a císaře, a možná i založit nový dvůr na severu, se Jošinaka Minamoto rozhodl spolčit s Jukiiem Minamotem. Jukiie však Jošinakovy plány prozradil císaři, který o nich uvědomil Joritoma. Zrazený Jošinaka Minamoto obsadil v prosinci Kjóto a počátkem roku 1184 zapálil zdejší chrám Hódžúdžidono, který byl sídlem klášterního císaře Go-Širakawy, jehož přitom zajal. Záhy poté dorazili k hlavnímu městu Jošicune Minamoto a jeho bratr Norijori v čele velkého vojska a vypudili Jošinaku z Kjóta. Po bitvě se svými bratranci u mostu přes řeku Udži v únoru (1184) se Jošinaka naposledy postavil na odpor u Awazu v provincii Ómi. Jeho síly zde byly poraženy Jošicunovým vojskem a sám Jošinaka byl zabit při pokusu o útěk.

## Konec války
Poté co spojené minamotské síly opustily Kjóto, začali Tairové upevňovat své pozice na řadě míst v oblasti Vnitřního moře, které bylo rodovým území jejich předků. Bylo jim doručeno několik císařských listin s nabídkou, že pokud se vzdají do sedmého dne druhého měsíce, může císař představitele rodu Minamoto přesvědčit, aby souhlasili s příměřím. Byla to samozřejmě lest, protože ani Minamotové, ani císař neměli v úmyslu čekat s útokem až do osmého dne. Tato taktika však poskytla císaři šanci získat zpět císařské regálie a odvést pozornost vůdců rodu Taira.
Svůj první velký útok uskutečnila minamotská armáda vedená Jošicunem a Norijorim Minamotovými 20. března 1184 na jednu z hlavních základen Tairů na ostrově Honšú – pevnost Ičinotani nacházející se západně od Kóbe. Minamotové napadli pevnost ze dvou směrů a Tairové, kteří nepadli nebo nebyli zajati, se stáhli do oblasti Jašimy. Minamotové však nebyli připraveni zaútočit na Šikoku. K provedení všech potřebných příprav si proto dopřáli šestiměsíční přestávku. Ačkoli byli na ústupu, skutečnost, že se nacházeli na spřátelených územích a že byli mnohem zběhlejší v námořním boji než jejich soupeři, poskytovala Tairům značné výhody.
Až téměř rok po bitvě o Ičinotani zaútočili Minamotové na hlavní tairské síly u Jašimy. Poté co Tairové spatřili ohně Jošicuneho vojska ve svém týlu, neočekávali pozemní útok a nalodili se na své lodě. Byla to však ze strany Minamotů lest. Improvizovaný císařský palác Tairů záhy padl. Mnozí tairští bojovníci uprchli společně s císařem Antokuem a s císařskými regáliemi.

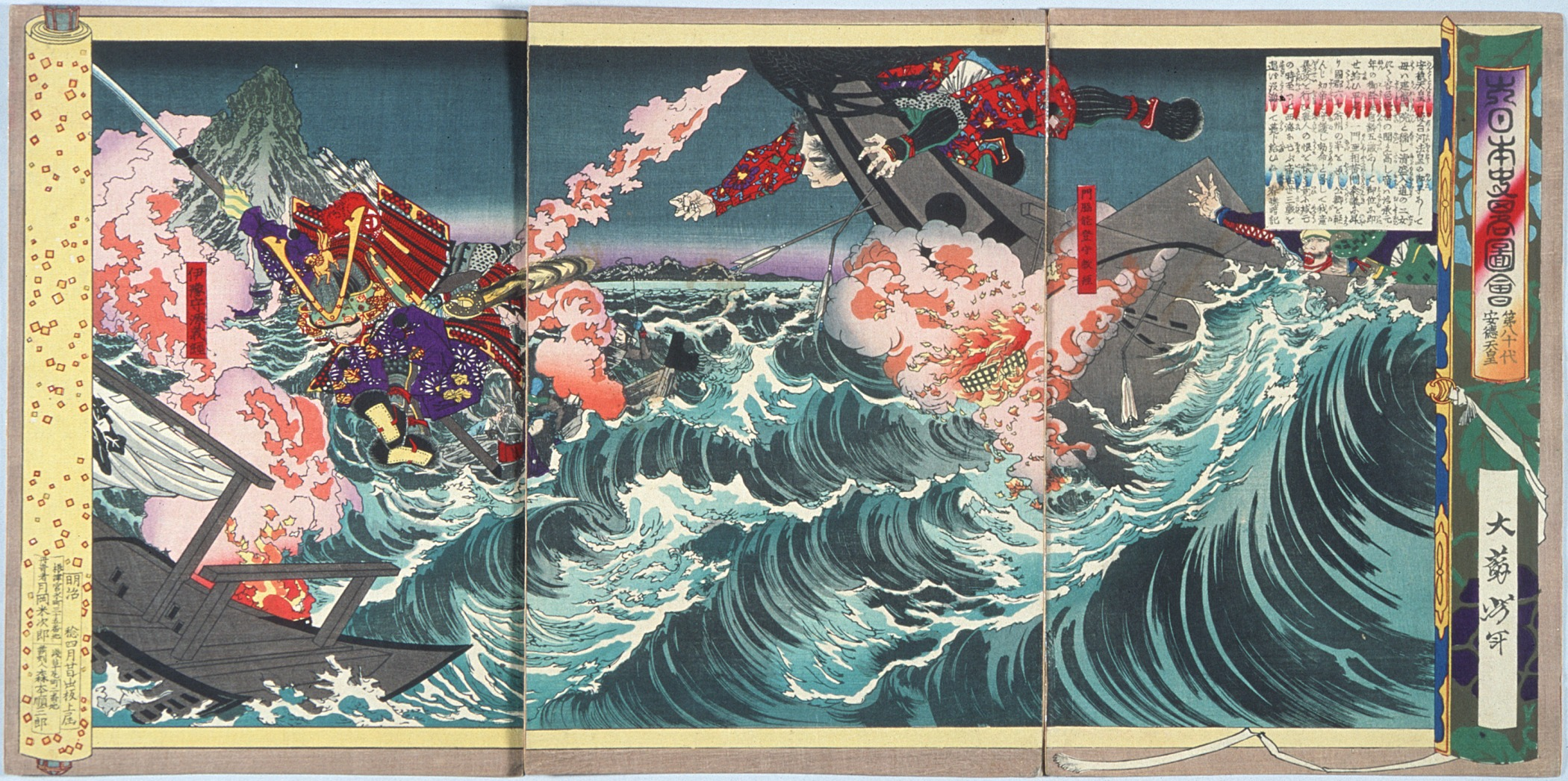
Námořní bitva u Dannoury.

Genpeiská válka skončila o měsíc později v bitvě u Dannoury, jedné z nejslavnějších a nejvýznamnějších bitev v japonské historii. Minamotské loďstvo zaútočilo na tairské válečné lodě v průlivu Kanmon (Šimonoseki), který odděluje jižní cíp ostrova Honšú od severního výběžku ostrova Kjúšú. Ve vývoji bitvy sehrály zásadní roli příliv a odliv, jež poskytly výhodu nejprve Tairům, kteří byli zkušenějšími a zdatnějšími námořníky, a později Minamotským lodím. Výhodu na straně Minamotů značně zvýšilo i zběhnutí tairského generála Šigejošiho Tagučiho, který přešel na minamotskou stranu poté, co se Minamotům podařilo zajmout jeho syna. V bitvě zahynulo mnoho šlechticů z rodu Taira včetně mladého císaře Antokua, s nímž se vdova po Kijomorim Tairovi vrhla do vln Vnitřního moře.

### Dohady o konci války
Válka skončila rozhodujícím vítězstvím klanu Minamoto v námořní bitvě u Dannoury. Je však důležité připomenout, že poslední bitvou tohoto období občanské války byla bitva o Óšú v první polovině října 1189. Jednalo se o sérii bitev, jež připojením oblasti Tóhoku na severu ostrova Honšú završily celojaponskou nadvládu Joritoma Minamota. V této bitvě se Joritomo Minamoto jednou provždy vypořádal se svým posledním silným nepřítelem Severními Fudžiwary. Stalo se tak 4 roky poté, co byli Tairové definitivně poraženi.

## Následky
Definitivní porážka tairských sil znamenala rovněž konec ovládání hlavního města příslušníky rodu Taira. V prosinci 1185 udělil klášterní císař Go-Širakawa Joritomu Minamotovi právo vybírat daně a jmenovat správce a vojenské velitele ve všech provinciích. V roce 1192 poté, co bývalý císař Go-Širakawa zemřel, se Joritomo na základě císařského pověření sám jmenoval šógunem. To byl začátek feudálního státu v Japonsku. Šógun sice vládl Japonsku z města Kamakura jako vojenský diktátor, sídlem císařského dvora a tedy de iure národním obřadním hlavním městem však nadále zůstalo Heian-kjó (Kjóto).
Začátek šógunátu Kamakura znamenal vzestup válečnické třídy samurajů k moci a postupné oklešťování moci císaře, který byl nucen vládnout bez patřičné politické či vojenské moci. Na více než 650 let, až do reforem Meidži, se z něj stala čistě symbolická a ceremoniální hlava státu, ačkoli ve 30. letech 14. století došlo po pádu šogunátu Kamakura ke krátkodobému pokusu obnovit císařskou vládu – takzvaná restaurace Kenmu. 
Jedním z následků této občanské války bylo i ustanovení barev standart rodů Taira a Minamoto, červené a bílé, za japonské národní barvy. Dnes lze tyto barvy vidět na japonské vlajce a také na praporech a vlajkách při zápasech sumo a dalších tradičních japonských činnostech.

## Bitvy
Seřazeno chronologicky:
1. První bitva u Udži (1180) – je považována za počáteční střetnutí 5 let trvající občanské války. Mniši z chrámu Bjódóin bojovali po boku Jorimasy Minamota.
2. Obléhání Nary (1180) – Tairové zapálili chrámy Miidera, Kófukudži a Tódaidži, a řadu klášterů, aby se pomstili svým nepřátelům a narušili jejich zásobování.
3. Bitva u Išibašijamy (1180) – první bitva Joritoma Minamota proti rodu Taira, jehož vojsko v bitvě zvítězilo.
4. Bitva u Fudžikawy (1180) – střetnutí nazývané též „bitva, která nikdy nebyla“, protože se v ní téměř nebojovalo. Tairské síly překvapené nočním minamotským útokem ustoupily, dřív než došlo k vážnějšímu boji.
5. Bitva u Sunomatagawy (1181) – překvapivý noční útok minamotského vojska přes řeku Sunomatu selhal a Tairové zvítězili.
6. Bitva u Jahigawy (1181) – minamotské vojsko ustupující od řeky Sunomaty se pokusilo postavit Tairům na odpor. Tairové však opět zvítězili.
7. Obléhání pevnosti Hiučijamy (1183) – Tairové sice pevnost dobyli, ale většině minamotského vojska se podařilo uprchnout.
8. Bitva o průsmyk Kurikara (1183) – válečné štěstí se začalo přiklánět na minamotskou stranu.
9. Bitva u Šinohary (1183) – vojsko Jošinaky Minamota pronásledovalo tairské síly ustupující od průsmyku Kurikara.
10. Bitva u Mizušimy (1183) – tairské síly porazily v námořní bitvě poblíž dnešního města Kurašiki minamotské vojsko směřující k jedné z nejdůležitějších tairských základen Jašimě.
11. Obléhání pevnosti Fukurjúdži (1183) – minamotské vojsko oblehlo a dobylo tuto tairskou pevnost.
12. Bitva u Murojamy (1183) – Jukiie Minamoto se neúspěšně pokusil vykompenzovat ztrátu z bitvy u Mizušimy.
13. Obléhání chrámu Hódžúdžidono (1184) – Jošinaka Minamoto zapálil sídlo klášterního císaře Go-Širakawy chrám Hódžúdžidono a bývalého císaře unesl.
14. Druhá bitva u Udži (1184) – Jošicune a Noriori Minamotové pronásledovali svého bratrance Jošinaku z hlavního města a u Udži jeho vojsko porazili
15. Bitva u Awazu (1184) – Minamoto Jošinaka je poražen a zabit v boji se svými bratranci Jošicunem a Noriorim.
16. Bitva o Ičinotani (1184) – Jošicune a Noriori Minamotové vyhnali Tairy z jedné z jejich hlavních základen, pevnosti Ičinotani.
17. Bitva u Kodžimy (1184) – Vojsko Norioriho Minamota napadlo tairské síly prchající z pevnosti Ičinotani do Jašimy a porazilo je.
18. Bitva u Jašimy (1185) – Jošicune Minamoto oklamal tairskou posádku při útoku na jašinskou pevnost. Ustupující Tairové prchli na svých lodích k Dannouře v průlivu Kanmon u jižního cípu ostrova Honšú.
19. Bitva u Dannoury (1185) – Jošicune Minamoto porazil rozhodujícím způsobem síly rodu Taira v námořní bitvě, která ukončila válku.

## Genpeiská válka v literatuře
O tomto konfliktu pojednává mnoho příběhů a uměleckých děl. Nejznámějším z nich je Příběh rodu Taira (japonsky 平家物語, Heike Monogatari). Události z genpeiské války předvádí rovněž řada her divadel kabuki a bunraku. Poněkud beletrizovaný popis válek podává též román Šike amerického spisovatele Roberta Shey. Jména obou soupeřících rodů jsou však změněna – "Minamoto" na "Muratomo" a "Taira" na "Takaši".